# John Foot (baron Foot)
John Mackintosh Foot, baron Foot (17 février 1909 - 11 octobre 1999) est un homme politique libéral britannique et un pair à vie.

## Famille
John Foot est né à Pencrebar, Callington, Cornouailles, le troisième fils d'Isaac Foot (1880–1960) et de son épouse Eva Mackintosh (décédée en 1946). Son père est avocat et fondateur du cabinet d'avocats de Plymouth, Foot and Bowden. Isaac est également un membre actif du Parti libéral, le député libéral de Bodmin avant la Seconde Guerre mondiale et le maire de Plymouth après la guerre. Ses frères et sœurs aînés sont avocat Dingle Foot (1905-1978), qui est par la suite député libéral puis travailliste et Hugh Foot (baron Caradon) (1907-1990), qui est gouverneur de Chypre (1957-1960), puis Représentant du Royaume-Uni auprès des Nations Unies (1964-1970). Ses frères et sœurs cadets sont Margaret Elizabeth Foot (1911-1965), Michael Foot (1913-2010), député travailliste, ministre et chef de l'opposition (1980-1983), Jennifer Mackintosh Highet (née en 1916) et Christopher Isaac Foot (né en 1917).
Il épouse une Américaine, Anne (Bailey Farr) en 1936 et ils ont un fils et une fille.

## Jeunesse
Il fait ses études à l'école Forres, à Swanage, puis à l'école Bembridge sur l'île de Wight. Il étudie ensuite la jurisprudence au Balliol College d'Oxford, où il est président de l'Oxford Union Society en 1931, suivant les traces de son frère aîné Dingle (1928) et précédant son jeune frère Michael (1933). Après avoir obtenu son diplôme, il rejoint le cabinet d'avocats de la famille avant de servir dans la division Wessex, atteignant le grade de major, ainsi que l'état-major du 21e groupe d'armées pendant la Seconde Guerre mondiale. Après la guerre, il revient au cabinet familial et devient associé principal après le décès de son père en 1960.

## Carrière politique
Il est considéré par son frère Michael comme le meilleur orateur et le "membre le plus capable de la famille". Il se présente pour la première fois en tant que candidat libéral lors d'une Élection partielle en 1934, dans le siège conservateur sûr de Basingstoke, et se présente de nouveau à l'élection générale de 1935. Aux Élections générales britanniques de 1945 et de 1950, il se présente à Bodmin, étant battu par le conservateur Sir Douglas Marshall à deux reprises. Il reste au Parti libéral pendant la longue période de son déclin d'après-guerre et est ensuite nommé pair à vie le 29 novembre 1967 en tant que baron Foot, de Buckland Monachorum dans le comté de Devon.
Il est président du UK Immigrants Advisory Service de 1970 à 1978, où il n'hésite pas à critiquer le gouvernement Wilson pour le respect insuffisant de ses engagements envers les Asiatiques kényans et ougandais persécutés. Il est également un solide défenseur de l'environnement de Dartmoor contre les ambitions expansionnistes du Conseil de Plymouth. Il est un patron de Humanists UK jusqu'à sa mort .
Il est décédé à l'âge de 90 ans le 11 octobre 1999.